# Lista över köpingar i Bayern
| Köping                        | Distrikt (Kreis) 2000        | Stordistrikt (Regierungsbezirk) 2000 | Köping sedan -till    | Folk- mängd 2000 |
| ----------------------------- | ---------------------------- | ------------------------------------ | --------------------- | ---------------- |
| Absberg                       | Weißenburg-Gunzenhausen      | Mittelfranken                        | 1372                  | 1 289            |
| Abtswind                      | Kitzingen                    | Unterfranken                         |                       | 783              |
| Aidenbach                     | Passau                       | Niederbayern                         | 1200-talet            | 2 976            |
| Aindling                      | Aichach-Friedberg            | Schwaben                             | 1447                  | 4 094            |
| Aislingen                     | Dillingen an der Donau       | Schwaben                             | 1300-talet            | 1 374            |
| Allersberg                    | Roth                         | Mittelfranken                        | efter 1323            | 7 883            |
| Altenstadt                    | Neu-Ulm                      | Schwaben                             | före 1200             | 4 649            |
| Altmannstein                  | Eichstätt                    | Oberbayern                           | 1329                  | 6 913            |
| Altomünster                   | Dachau                       | Oberbayern                           | 1375                  | 6 715            |
| Altusried                     | Oberallgäu                   | Schwaben                             | 1700-talet            | 9 708            |
| Ammerndorf                    | Fürth                        | Mittelfranken                        |                       | 2 042            |
| Arberg                        | Ansbach                      | Mittelfranken                        | 1454                  | 2 248            |
| Arnstorf                      | Rottal-Inn                   | Niederbayern                         | 1419                  | 6 386            |
| Au in der Hallertau           | Freising                     | Oberbayern                           | före 1349             | 5 318            |
| Babenhausen                   | Unterallgäu                  | Schwaben                             | före 1471             | 5 315            |
| Bad Abbach                    | Kelheim                      | Niederbayern                         | 1224                  | 9 690            |
| Bad Birnbach                  | Rottal-Inn                   | Niederbayern                         | 1984                  | 5 595            |
| Bad Bocklet                   | Bad Kissingen                | Unterfranken                         |                       | 4 572            |
| Bad Endorf                    | Rosenheim                    | Oberbayern                           | 1973                  | 7 214            |
| Bad Grönenbach                | Unterallgäu                  | Schwaben                             | 1485                  | 5 091            |
| Bad Hindelang                 | Oberallgäu                   | Schwaben                             | 1429                  | 3 968            |
| Bad Steben                    | Hof                          | Oberfranken                          | 1952                  | 3 725            |
| Baudenbach                    | Neustadt/Aisch-Bad Windsheim | Mittelfranken                        | 1747                  | 1 146            |
| Bechhofen                     | Ansbach                      | Mittelfranken                        | 1434                  | 6 284            |
| Beratzhausen                  | Regensburg                   | Oberpfalz                            | före 1432             | 5 552            |
| Berchtesgaden                 | Berchtesgadener Land         | Oberbayern                           | 1328                  | 7 660            |
| Biberbach                     | Augsburg                     | Schwaben                             | efter 1600            | 3 424            |
| Bissingen                     | Dillingen an der Donau       | Schwaben                             | 1271                  | 3 610            |
| Bodenmais                     | Regen                        | Niederbayern                         | 1958                  | 3 466            |
| Breitenbrunn                  | Neumarkt in der Oberpfalz    | Oberpfalz                            | 1300-talet            | 3 460            |
| Bruck in der Oberpfalz        | Schwandorf                   | Oberpfalz                            | 1343                  | 4 411            |
| Bruckmühl                     | Rosenheim                    | Oberbayern                           | 1964                  | 15 331           |
| Buch                          | Neu-Ulm                      | Schwaben                             | 1800-talet            | 3 500            |
| Buchbach                      | Mühldorf                     | Oberbayern                           | 1266                  | 3 041            |
| Buchenberg                    | Oberallgäu                   | Schwaben                             | 1485-1600-talet ~1930 | 3 968            |
| Bürgstadt                     | Miltenberg                   | Unterfranken                         | 1503                  | 4 320            |
| Bütthard                      | Würzburg                     | Unterfranken                         | 1503                  | 1 333            |
| Burgebrach                    | Bamberg                      | Oberfranken                          | 1472                  | 6 212            |
| Burghaslach                   | Neustadt/Aisch-Bad Windsheim | Mittelfranken                        |                       | 2 435            |
| Burgheim                      | Neuburg-Schrobenhausen       | Oberbayern                           | 1332                  | 4 643            |
| Burgpreppach                  | Hassberge                    | Unterfranken                         |                       | 1 524            |
| Burgsinn                      | Main-Spessart                | Unterfranken                         | 1334                  | 2 696            |
| Burgwindheim                  | Bamberg                      | Oberfranken                          | 1363                  | 1 445            |
| Burkardroth                   | Bad Kissingen                | Unterfranken                         |                       | 7 886            |
| Burtenbach                    | Günzburg                     | Schwaben                             | 1471                  | 3 344            |
| Buttenheim                    | Bamberg                      | Oberfranken                          |                       | 3 092            |
| Cadolzburg                    | Fürth                        | Mittelfranken                        | 1157                  | 9 786            |
| Colmberg                      | Ansbach                      | Mittelfranken                        |                       | 2 099            |
| Dachsbach                     | Neustadt/Aisch-Bad Windsheim | Mittelfranken                        |                       | 1 654            |
| Dentlein am Forst             | Ansbach                      | Mittelfranken                        |                       | 2 508            |
| Diedorf                       | Augsburg                     | Schwaben                             | 1996                  | 10 054           |
| Dießen am Ammersee            | Landsberg                    | Oberbayern                           | 1231                  | 9 498            |
| Dietenhofen                   | Ansbach                      | Mittelfranken                        |                       | 5 540            |
| Dietmannsried                 | Oberallgäü                   | Schwaben                             | 1586                  | 7 413            |
| Dinkelscherben                | Augsburg                     | Schwaben                             | 1514                  | 6 694            |
| Dirlewang                     | Unterallgäu                  | Schwaben                             | 1409                  | 2 098            |
| Dollnstein                    | Eichstätt                    | Oberbayern                           | 1360                  | 2 951            |
| Dombühl                       | Ansbach                      | Mittelfranken                        | 1537                  | 1 665            |
| Donaustauf                    | Regensburg                   | Oberpfalz                            | 1275                  | 3 679            |
| Dürrwangen                    | Ansbach                      | Mittelfranken                        | 1423                  | 2 622            |
| Ebensfeld                     | Lichtenfels                  | Oberfranken                          |                       | 5 763            |
| Ebrach                        | Bamberg                      | Oberfranken                          | 1838                  | 2 017            |
| Eckental                      | Erlangen-Höchstadt           | Mittelfranken                        | 1331                  | 14 173           |
| Eggolsheim                    | Forchheim                    | Oberfranken                          | 1456                  | 6 076            |
| Eging am See                  | Passau                       | Niederbayern                         | 1953                  | 3 742            |
| Egloffstein                   | Forchheim                    | Oberfranken                          | 1959                  | 2 138            |
| Eichendorf                    | Dingolfing-Landau            | Niederbayern                         | 1298                  | 6 683            |
| Eisenheim                     | Würzburg                     | Unterfranken                         |                       | 1 309            |
| Elfershausen                  | Bad Kissingen                | Unterfranken                         |                       | 3 033            |
| Elsenfeld                     | Miltenberg                   | Unterfranken                         |                       | 8 744            |
| Emskirchen                    | Neustadt/Aisch-Bad Windsheim | Mittelfranken                        |                       | 5 967            |
| Ergolding                     | Landshut                     | Niederbayern                         | 1976                  | 10 840           |
| Ergoldsbach                   | Landshut                     | Niederbayern                         | 1444                  | 7 275            |
| Erkheim                       | Unterallgäu                  | Schwaben                             | 1877                  | 2 906            |
| Eschau                        | Miltenberg                   | Unterfranken                         | 1285                  | 4 145            |
| Eschlkam                      | Cham                         | Oberpfalz                            | 1200-talet            | 3 607            |
| Eslarn                        | Neustadt an der Waldnaab     | Oberpfalz                            | före 1500             | 3 119            |
| Essenbach                     | Landshut                     | Niederbayern                         |                       | 10 195           |
| Essing                        | Kelheim                      | Niederbayern                         | 1331                  | 1 032            |
| Euerdorf                      | Bad Kissingen                | Unterfranken                         | före 1600             | 1 724            |
| Falkenberg                    | Tirschenreuth                | Oberpfalz                            | 1567                  | 995              |
| Falkenstein                   | Cham                         | Oberpfalz                            |                       | 3 304            |
| Feucht                        | Nürnberger Land              | Mittelfranken                        | 1433                  | 13 782           |
| Fischach                      | Augsburg                     | Schwaben                             | 1952                  | 4 600            |
| Flachslanden                  | Ansbach                      | Mittelfranken                        |                       | 2 462            |
| Floß                          | Neustadt an der Waldnaab     | Oberpfalz                            | 1280                  | 3 701            |
| Frammersbach                  | Main-Spessart                | Unterfranken                         | 1665                  | 4 966            |
| Freihung                      | Amberg-Sulzbach              | Oberpfalz                            | 1569                  | 2 635            |
| Frickenhausen am Main         | Würzburg                     | Unterfranken                         | före 1406             | 1 321            |
| Frontenhausen                 | Dingolfing-Landau            | Niederbayern                         |                       | 4 269            |
| Fuchsmühl                     | Tirschenreuth                | Oberpfalz                            | 1950                  | 1 920            |
| Fürstenzell                   | Passau                       | Niederbayern                         |                       | 7 484            |
| Gaimersheim                   | Eichstätt                    | Oberbayern                           | 1311                  | 9 904            |
| Gangkofen                     | Rottal-Inn                   | Niederbayern                         | 1379                  | 6 563            |
| Garmisch-Partenkirchen        | Garmisch-Partenkirchen       | Oberbayern                           | 1935                  | 26 448           |
| Gars am Inn                   | Mühldorf                     | Oberbayern                           | 1100-talet            | 3 761            |
| Geiselwind                    | Kitzingen                    | Unterfranken                         | 1422                  | 2 323            |
| Geisenhausen                  | Landshut                     | Niederbayern                         | 1393                  | 6 109            |
| Gelchsheim                    | Würzburg                     | Unterfranken                         |                       | 917              |
| Geroda                        | Bad Kissingen                | Unterfranken                         | 1971                  | 993              |
| Giebelstadt                   | Würzburg                     | Unterfranken                         |                       | 4 454            |
| Glonn                         | Ebersberg                    | Oberbayern                           | 1901                  | 4 125            |
| Gnotzheim                     | Weißenburg-Gunzenhausen      | Mittelfranken                        | 1388                  | 859              |
| Gössweinstein                 | Forchheim                    | Oberfranken                          | 1746                  | 4 273            |
| Goldbach                      | Aschaffenburg                | Unterfranken                         | 1995                  | 10 047           |
| Grafengehaig                  | Kulmbach                     | Oberfranken                          |                       | 1 094            |
| Grassau                       | Traunstein                   | Oberbayern                           | 1965                  | 6 177            |
| Großheubach                   | Miltenberg                   | Unterfranken                         |                       | 5 180            |
| Großlangheim                  | Kitzingen                    | Unterfranken                         | 1414                  | 1 580            |
| Großostheim                   | Aschaffenburg                | Unterfranken                         |                       | 15 913           |
| Haag                          | Mühldorf                     | Oberbayern                           | 1324                  | 5 732            |
| Hahnbach                      | Amberg-Sulzbach              | Oberpfalz                            | 1446                  | 5 201            |
| Heidenheim                    | Weißenburg-Gunzenhausen      | Mittelfranken                        | 1419                  | 2 768            |
| Heiligenstadt (Oberfranken)   | Bamberg                      | Oberfranken                          | före 1541             | 3 714            |
| Heimenkirch                   | Lindau                       | Schwaben                             | 1952                  | 3 586            |
| Helmstadt                     | Würzburg                     | Unterfranken                         |                       | 2 669            |
| Hengersberg                   | Deggendorf                   | Niederbayern                         | 1009                  | 7 373            |
| Heroldsberg                   | Erlangen-Höchstadt           | Mittelfranken                        | 1417                  | 7 208            |
| Hiltpoltstein                 | Forchheim                    | Mittelfranken                        | 1417                  | 1 590            |
| Hirschaid                     | Bamberg                      | Oberfranken                          |                       | 11 027           |
| Höchberg                      | Würzburg                     | Unterfranken                         | 1990                  | 9 500            |
| Hösbach                       | Aschaffenburg                | Unterfranken                         | 1989                  | 13 395           |
| Hofkirchen                    | Passau                       | Niederbayern                         | 1387                  | 3 539            |
| Hohenburg                     | Amberg-Sulzbach              | Oberpfalz                            | 1383                  | 1 681            |
| Hohenfels                     | Neumarkt in der Oberpfalz    | Oberpfalz                            | 1366                  | 2 119            |
| Hohenwart                     | Pfaffenhofen                 | Oberbayern                           | före 1349             | 4 112            |
| Holzkirchen                   | Miesbach                     | Oberbayern                           | 1329                  | 14 267           |
| Hutthurm                      | Passau                       | Niederbayern                         | 1525                  | 5 798            |
| Igensdorf                     | Forchheim                    | Oberfranken                          |                       | 4 508            |
| Inchenhofen                   | Aichach-Friedberg            | Schwaben                             | 1400                  | 2 294            |
| Ippesheim                     | Neustadt/Aisch-Bad Windsheim | Mittelfranken                        |                       | 1 114            |
| Ipsheim                       | Neustadt/Aisch-Bad Windsheim | Mittelfranken                        |                       | 2 105            |
| Irsee                         | Ostallgäu                    | Schwaben                             | 1782                  | 1 360            |
| Isen                          | Erding                       | Oberbayern                           | 1414                  | 5 110            |
| Jettingen-Scheppach           | Günzburg                     | Schwaben                             | 1970                  | 6 632            |
| Kaisheim                      | Donau-Ries                   | Schwaben                             | 1934                  | 4 144            |
| Kallmünz                      | Regensburg                   | Oberpfalz                            | 1283                  | 2 855            |
| Kaltental                     | Ostallgäu                    | Schwaben                             | 1971                  | 1 583            |
| Karbach                       | Main-Spessart                | Unterfranken                         |                       | 1 356            |
| Kasendorf                     | Kulmbach                     | Oberfranken                          | 1328                  | 2 587            |
| Kastl                         | Amberg-Sulzbach              | Oberpfalz                            | 1323                  | 2 748            |
| Kellmünz                      | Neu-Ulm                      | Schwaben                             | 1283                  | 1 340            |
| Kinding                       | Eichstätt                    | Oberbayern                           | före 1200             | 2 855            |
| Kipfenberg                    | Eichstätt                    | Oberbayern                           | 1301                  | 5 681            |
| Kirchenthumbach               | Neustadt an der Waldnaab     | Oberpfalz                            | 1457                  | 3 418            |
| Kirchheim in Schwaben         | Unterallgäu                  | Schwaben                             | 1490                  | 2 591            |
| Kirchseeon                    | Ebersberg                    | Oberbayern                           | 1959                  | 8 937            |
| Kirchzell                     | Miltenberg                   | Unterfranken                         | 1700                  | 2 477            |
| Kleinheubach                  | Miltenberg                   | Unterfranken                         |                       | 3 428            |
| Kleinlangheim                 | Kitzingen                    | Unterfranken                         | 1427                  |                  |
| Kleinwallstadt                | Miltenberg                   | Unterfranken                         |                       | 5 560            |
| Königstein (Oberpfalz)        | Amberg-Sulzbach              | Oberpfalz                            | 1357                  | 1 706            |
| Kösching                      | Eichstätt                    | Oberbayern                           | 1310                  | 7 318            |
| Kößlarn                       | Passau                       | Niederbayern                         | 1483                  | 1 993            |
| Kohlberg                      | Neustadt an der Waldnaab     | Oberpfalz                            | 1499                  | 1 220            |
| Konnersreuth                  | Tirschenreuth                | Oberpfalz                            | 1468                  | 2 012            |
| Kraiburg                      | Mühldorf                     | Oberbayern                           | 1265                  | 4 020            |
| Kreuzwertheim                 | Main-Spessart                | Unterfranken                         | 1009                  | 3 850            |
| Kühbach                       | Aichach-Friedberg            | Schwaben                             | 1481                  | 3 776            |
| Küps                          | Kronach                      | Oberfranken                          |                       | 8 162            |
| Laaber                        | Regensburg                   | Oberpfalz                            | 1393                  | 5 177            |
| Lam                           | Cham                         | Oberpfalz                            |                       | 2 981            |
| Langquaid                     | Kelheim                      | Niederbayern                         | 1331                  | 4 852            |
| Lappersdorf                   | Regensburg                   | Oberpfalz                            | 1997                  | 12 288           |
| Lauterhofen                   | Neumarkt in der Oberpfalz    | Oberpfalz                            | 1159                  | 3 576            |
| Legau                         | Unterallgäu                  | Schwaben                             | 1485                  | 3 033            |
| Lehrberg                      | Ansbach                      | Mittelfranken                        |                       | 2 989            |
| Leuchtenberg                  | Neustadt an der Waldnaab     | Oberpfalz                            | 1329                  | 1 372            |
| Lichtenau                     | Ansbach                      | Mittelfranken                        | 1410                  | 3 868            |
| Lonnerstadt                   | Erlangen-Höchstadt           | Mittelfranken                        |                       | 1 908            |
| Ludwigschorgast               | Kulmbach                     | Oberfranken                          | 1476                  | 1 021            |
| Luhe-Wildenau                 | Neustadt an der Waldnaab     | Oberpfalz                            | 1978                  | 3 330            |
| Lupburg                       | Neumarkt in der Oberpfalz    | Oberpfalz                            | 1395                  | 2 240            |
| Mähring                       | Tirschenreuth                | Oberpfalz                            | 1566                  | 2 003            |
| Mainleus                      | Kulmbach                     | Oberfranken                          | 2000                  | 6 817            |
| Mallersdorf-Pfaffenberg       | Straubing-Bogen              | Niederbayern                         | 1972                  | 6 568            |
| Manching                      | Pfaffenhofen                 | Oberbayern                           |                       | 10 941           |
| Mantel                        | Neustadt an der Waldnaab     | Oberpfalz                            | 1654                  | 3 026            |
| Markt Berolzheim              | Weißenburg-Gunzenhausen      | Mittelfranken                        | före 1574             | 1 347            |
| Markt Bibart                  | Neustadt/Aisch-Bad Windsheim | Mittelfranken                        | 1300-talet            | 1 979            |
| Markt Einersheim              | Kitzingen                    | Unterfranken                         | 1542                  | 1 247            |
| Markt Erlbach                 | Neustadt/Aisch-Bad Windsheim | Mittelfranken                        | före 1314             | 5 567            |
| Markt Indersdorf              | Dachau                       | Oberbayern                           | 1882                  | 8 753            |
| Markt Nordheim                | Neustadt/Aisch-Bad Windsheim | Mittelfranken                        | 1730                  | 1 140            |
| Markt Rettenbach              | Unterallgäu                  | Schwaben                             | 1790                  | 3 652            |
| Markt Schwaben                | Ebersberg                    | Oberbayern                           | 1310                  | 10 599           |
| Markt Taschendorf             | Neustadt/Aisch-Bad Windsheim | Mittelfranken                        | 1963                  | 1 104            |
| Markt Wald                    | Unterallgäu                  | Schwaben                             | 1593                  | 2 274            |
| Marktbergel                   | Neustadt/Aisch-Bad Windsheim | Mittelfranken                        | 1328                  | 1 646            |
| Marktgraitz                   | Lichtenfels                  | Oberfranken                          | 1719                  | 1 355            |
| Marktl                        | Altötting                    | Oberbayern                           | 1422                  | 2 681            |
| Marktleugast                  | Kulmbach                     | Oberfranken                          |                       | 3 754            |
| Marktrodach                   | Kronach                      | Oberfranken                          |                       | 4 129            |
| Marktschellenberg             | Berchtesgadener Land         | Oberbayern                           | 1334                  | 1 806            |
| Marktschorgast                | Kulmbach                     | Oberfranken                          | 1109                  | 1 674            |
| Marktzeuln                    | Lichtenfels                  | Oberfranken                          | 1570                  | 1 703            |
| Maroldsweisach                | Hassberge                    | Unterfranken                         |                       | 3 929            |
| Maßbach                       | Bad Kissingen                | Unterfranken                         |                       | 4 952            |
| Massing                       | Rottal-Inn                   | Niederbayern                         | före 1350             | 3 858            |
| Meitingen                     | Augsburg                     | Schwaben                             | 1989                  | 10 844           |
| Mering                        | Aichach-Friedberg            | Schwaben                             | 1912                  | 11 845           |
| Metten                        | Deggendorf                   | Niederbayern                         | 1049-1966             | 4 104            |
| Mittenwald                    | Garmisch-Partenkirchen       | Oberbayern                           | 1361                  | 8 197            |
| Mitterfels                    | Straubing-Bogen              | Niederbayern                         | 1968                  | 2 372            |
| Mitwitz                       | Kronach                      | Oberfranken                          |                       | 3 143            |
| Mömbris                       | Aschaffenburg                | Unterfranken                         |                       | 12 353           |
| Mönchberg                     | Miltenberg                   | Unterfranken                         |                       | 2 571            |
| Mörnsheim                     | Eichstätt                    | Oberbayern                           | 1354                  | 1 762            |
| Moosbach                      | Neustadt an der Waldnaab     | Oberpfalz                            | 1500-talet            | 2 678            |
| Mühlhausen                    | Erlangen-Höchstadt           | Mittelfranken                        |                       | 1 613            |
| Münsterhausen                 | Günzburg                     | Schwaben                             | ~1580                 | 2 084            |
| Murnau am Staffelsee          | Garmisch-Partenkirchen       | Oberbayern                           | 1329                  | 11 553           |
| Nandlstadt                    | Freising                     | Oberbayern                           | före 1386             | 4 694            |
| Nassenfels                    | Eichstätt                    | Oberbayern                           | 1300-talet            | 1 682            |
| Nennslingen                   | Weißenburg-Gunzenhausen      | Mittelfranken                        | 1539                  | 1 483            |
| Nesselwang                    | Ostallgäu                    | Schwaben                             | 1429                  | 3 571            |
| Neualbenreuth                 | Tirschenreuth                | Oberpfalz                            | 1930                  | 1 584            |
| Neubeuern                     | Rosenheim                    | Oberbayern                           | 1321                  | 4 093            |
| Neubrunn                      | Würzburg                     | Unterfranken                         |                       | 2 381            |
| Neuburg an der Kammel         | Günzburg                     | Schwaben                             | 1491                  | 3 043            |
| Neuhaus an der Pegnitz        | Nürnberger Land              | Mittelfranken                        | före 1388             | 3 003            |
| Neuhof an der Zenn            | Neustadt/Aisch-Bad Windsheim | Mittelfranken                        |                       | 2 036            |
| Neukirchen beim Heiligen Blut | Cham                         | Oberpfalz                            | 1377                  | 4 168            |
| Neukirchen-Balbini            | Schwandorf                   | Oberpfalz                            | före 1300             | 1 233            |
| Neunkirchen am Brand          | Forchheim                    | Oberfranken                          | 1348                  | 7 515            |
| Nittendorf                    | Regensburg                   | Oberpfalz                            | 2003                  |                  |
| Nordhalben                    | Kronach                      | Oberfranken                          | 1518                  | 2 264            |
| Oberelsbach                   | Rhön-Grabfeld                | Unterfranken                         | 1726                  | 2 966            |
| Obergünzburg                  | Ostallgäu                    | Schwaben                             | 1407                  | 6 275            |
| Oberkotzau                    | Hof                          | Oberfranken                          | 1665 ?                | 5 933            |
| Obernbreit                    | Kitzingen                    | Unterfranken                         |                       | 1 794            |
| Obernzell                     | Passau                       | Niederbayern                         | ~1260                 | 3 790            |
| Obernzenn                     | Neustadt/Aisch-Bad Windsheim | Mittelfranken                        |                       | 2 668            |
| Oberscheinfeld                | Neustadt/Aisch-Bad Windsheim | Mittelfranken                        |                       | 1 294            |
| Oberschwarzach                | Schweinfurt                  | Unterfranken                         |                       | 1 449            |
| Obersinn                      | Main-Spessart                | Unterfranken                         |                       | 1 115            |
| Oberstaufen                   | Oberallgäu                   | Schwaben                             | 1453                  | 7 060            |
| Oberstdorf                    | Oberallgäu                   | Schwaben                             | 1495                  | 10 060           |
| Oberthulba                    | Bad Kissingen                | Unterfranken                         |                       | 5 121            |
| Offingen                      | Günzburg                     | Schwaben                             |                       | 4 055            |
| Ortenburg                     | Passau                       | Niederbayern                         | 1305                  | 7 172            |
| Ottobeuren                    | Unterallgäu                  | Schwaben                             | 1083-1100-talet 1498  | 7 939            |
| Painten                       | Kelheim                      | Niederbayern                         | före 1576             | 2 182            |
| Parkstein                     | Neustadt an der Waldnaab     | Oberpfalz                            | före 1342             | 2 152            |
| Peißenberg                    | Weilheim-Schongau            | Oberbayern                           | 1919                  | 12 149           |
| Peiting                       | Weilheim-Schongau            | Oberbayern                           | 1438                  | 11 728           |
| Perlesreut                    | Freyung-Grafenau             | Niederbayern                         | före 1403             | 3 001            |
| Pfaffenhausen                 | Unterallgäu                  | Schwaben                             | 1360                  | 2 264            |
| Pfaffenhofen an der Roth      | Neu-Ulm                      | Schwaben                             | 1479                  | 6 935            |
| Pfeffenhausen                 | Landshut                     | Niederbayern                         | 1343                  | 4 738            |
| Pförring                      | Eichstätt                    | Oberbayern                           | 1310                  | 3 383            |
| Pilsting                      | Dingolfing-Landau            | Niederbayern                         | 1380                  | 6 041            |
| Plech                         | Bayreuth                     | Oberfranken                          | 1329                  | 1 285            |
| Pleinfeld                     | Weißenburg-Gunzenhausen      | Mittelfranken                        | 1403                  | 7 364            |
| Plößberg                      | Tirschenreuth                | Oberpfalz                            | 1951                  | 3 599            |
| Postbauer-Heng                | Neumarkt in der Oberpfalz    | Oberpfalz                            | 2005                  | 7 407            |
| Pöttmes                       | Aichach-Friedberg            | Schwaben                             | 1310                  | 6 117            |
| Presseck                      | Kulmbach                     | Oberfranken                          |                       | 2 321            |
| Pressig                       | Kronach                      | Oberfranken                          |                       | 4 413            |
| Pretzfeld                     | Forchheim                    | Oberfranken                          |                       | 2 366            |
| Prien                         | Rosenheim                    | Oberbayern                           | 1878                  | 9 784            |
| Pyrbaum                       | Neumarkt in der Oberpfalz    | Oberpfalz                            | 1527                  | 5 667            |
| Randersacker                  | Würzburg                     | Unterfranken                         | 1451                  | 3 513            |
| Rattelsdorf                   | Bamberg                      | Oberfranken                          |                       | 4 566            |
| Regenstauf                    | Regensburg                   | Oberpfalz                            | 1326                  | 14 894           |
| Reichenberg                   | Würzburg                     | Unterfranken                         |                       | 4 090            |
| Reichertshofen                | Pfaffenhofen                 | Oberbayern                           | 1421                  | 7 303            |
| Reisbach                      | Dingolfing-Landau            | Niederbayern                         | 1438                  | 7 432            |
| Remlingen                     | Würzburg                     | Unterfranken                         |                       | 1 524            |
| Rennertshofen                 | Neuburg-Schrobenhausen       | Oberbayern                           | 1332                  | 4 910            |
| Rentweinsdorf                 | Hassberge                    | Unterfranken                         | före 1248             | 1 524            |
| Rieden                        | Amberg-Sulzbach              | Oberpfalz                            | efter 1500            | 2 893            |
| Rimpar                        | Würzburg                     | Unterfranken                         |                       | 7 877            |
| Röhrnbach                     | Freyung-Grafenau             | Niederbayern                         | 1612                  | 4 492            |
| Rohr in Niederbayern          | Kelheim                      | Niederbayern                         | 1347                  | 3 314            |
| Ronsberg                      | Ostallgäu                    | Schwaben                             | efter 1241            | 1 713            |
| Rosstal                       | Fürth                        | Mittelfranken                        | efter 1355            | 9 768            |
| Rotthalmünster                | Passau                       | Niederbayern                         | ~1280                 | 5 172            |
| Rüdenhausen                   | Kitzingen                    | Unterfranken                         | 1742                  | 804              |
| Ruhmannsfelden                | Regen                        | Niederbayern                         | 1295                  | 2 155            |
| Saal an der Saale             | Rhön-Grabfeld                | Unterfranken                         |                       | 1 571            |
| Scheidegg                     | Lindau                       | Schwaben                             |                       | 4 118            |
| Schierling                    | Regensburg                   | Oberpfalz                            | 1953                  | 7 252            |
| Schirnding                    | Wunsiedel                    | Oberfranken                          |                       | 1 614            |
| Schliersee                    | Miesbach                     | Oberbayern                           | 1919                  | 6 305            |
| Schmidmühlen                  | Amberg-Sulzbach              | Oberpfalz                            | 1270                  | 2 425            |
| Schnabelwaid                  | Bayreuth                     | Oberfranken                          |                       | 1 004            |
| Schnaittach                   | Nürnberger Land              | Mittelfranken                        | 1300                  | 8 188            |
| Schneeberg                    | Miltenberg                   | Unterfranken                         |                       | 1 904            |
| Schöllkrippen                 | Aschaffenburg                | Unterfranken                         |                       | 3 711            |
| Schöllnach                    | Deggendorf                   | Niederbayern                         | 1966                  | 5 006            |
| Schönberg                     | Freyung-Grafenau             | Niederbayern                         | före 1395             | 4 092            |
| Schondra                      | Bad Kissingen                | Unterfranken                         |                       | 1 797            |
| Schopfloch                    | Ansbach                      | Mittelfranken                        | 1965                  | 2 877            |
| Schwanstetten                 | Roth                         | Mittelfranken                        |                       | 7 393            |
| Schwarzach                    | Straubing-Bogen              | Niederbayern                         | 1951                  |                  |
| Schwarzach am Main            | Kitzingen                    | Unterfranken                         | efter 1409            | 3 588            |
| Schwarzenfeld                 | Schwandorf                   | Oberpfalz                            | 1890                  | 6 338            |
| Schwarzhofen                  | Schwandorf                   | Oberpfalz                            | före 1490             | 1 546            |
| Seinsheim                     | Kitzingen                    | Unterfranken                         | 1434                  | 1 109            |
| Siegenburg                    | Kelheim                      | Niederbayern                         | 1329                  | 3 105            |
| Simbach                       | Dingolfing-Landau            | Niederbayern                         | 1331                  | 3 740            |
| Sommerhausen                  | Würzburg                     | Unterfranken                         | före 1600             | 1 678            |
| Sparneck                      | Hof                          | Oberfranken                          |                       | 1 886            |
| Stadtbergen                   | Augsburg                     | Schwaben                             | 1985                  | 14 377           |
| Stadtlauringen                | Schweinfurt                  | Unterfranken                         | efter 1484            | 4 386            |
| Stammbach                     | Hof                          | Oberfranken                          |                       | 2 662            |
| Stamsried                     | Cham                         | Oberpfalz                            | 1580                  | 2 304            |
| Steinwiesen                   | Kronach                      | Oberfranken                          | 1939                  | 3 997            |
| Sugenheim                     | Neustadt/Aisch-Bad Windsheim | Mittelfranken                        |                       | 2 461            |
| Sulzbach am Main              | Miltenberg                   | Unterfranken                         | 1973                  | 7 006            |
| Sulzberg                      | Oberallgäu                   | Schwaben                             | 1674                  | 4 377            |
| Sulzthal                      | Bad Kissingen                | Unterfranken                         | 1472                  | 957              |
| Tännesberg                    | Neustadt an der Waldnaab     | Oberpfalz                            | 1412                  | 1 672            |
| Tann                          | Rottal-Inn                   | Niederbayern                         | 1386                  | 3 845            |
| Teisendorf                    | Berchtesgadener Land         | Oberbayern                           | 1500-talet            | 8 865            |
| Teisnach                      | Regen                        | Niederbayern                         | 1971                  | 2 994            |
| Tettau                        | Kronach                      | Oberfranken                          |                       | 2 692            |
| Thalmässing                   | Roth                         | Mittelfranken                        | 1351                  | 5 356            |
| Thierhaupten                  | Augsburg                     | Schwaben                             | 1951                  | 3 536            |
| Thiersheim                    | Wunsiedel                    | Oberfranken                          |                       | 2 229            |
| Thierstein                    | Wunsiedel                    | Oberfranken                          | 1530                  | 1 365            |
| Thüngen                       | Main-Spessart                | Unterfranken                         | efter 1465            | 1 374            |
| Thurnau                       | Kulmbach                     | Oberfranken                          |                       | 4 557            |
| Titting                       | Eichstätt                    | Oberbayern                           | 1356                  | 2 672            |
| Tittling                      | Passau                       | Niederbayern                         | 1415                  | 3 793            |
| Trappstadt                    | Rhön-Grabfeld                | Unterfranken                         |                       | 1 065            |
| Triefenstein                  | Main-Spessart                | Unterfranken                         |                       | 4 201            |
| Triftern                      | Rottal-Inn                   | Niederbayern                         | 1459                  | 5 375            |
| Türkheim                      | Unterallgäu                  | Schwaben                             | 1700                  | 6 499            |
| Tüßling                       | Altötting                    | Oberbayern                           | 1379                  | 2 774            |
| Tussenhausen                  | Unterallgäu                  | Schwaben                             | 1453                  | 2 874            |
| Uehlfeld                      | Neustadt/Aisch-Bad Windsheim | Mittelfranken                        |                       | 2 706            |
| Untergriesbach                | Passau                       | Niederbayern                         | 1260                  | 6 267            |
| Unterthingau                  | Ostallgäu                    | Schwaben                             | 1485                  | 2 600            |
| Velden                        | Landshut                     | Niederbayern                         | 1410                  | 6 271            |
| Vestenbergsgreuth             | Erlangen-Höchstadt           | Mittelfranken                        |                       | 1 514            |
| Waal                          | Ostallgäu                    | Schwaben                             | 1444                  | 2 013            |
| Wachenroth                    | Erlangen-Höchstadt           | Mittelfranken                        | 1434                  | 2 000            |
| Waging                        | Traunstein                   | Oberbayern                           | 1585                  | 6 043            |
| Waidhaus                      | Neustadt an der Waldnaab     | Oberpfalz                            | 1877                  | 2 538            |
| Waldstetten                   | Günzburg                     | Schwaben                             | 1382                  | 1 206            |
| Waldthurn                     | Neustadt an der Waldnaab     | Oberpfalz                            | 1527                  | 2 180            |
| Wallersdorf                   | Dingolfing-Landau            | Niederbayern                         | 1953                  | 6 597            |
| Wallerstein                   | Donau-Ries                   | Schwaben                             | 1471                  | 3 319            |
| Wartenberg                    | Erding                       | Oberbayern                           | 1329                  | 4 275            |
| Wegscheid                     | Passau                       | Niederbayern                         | 1360                  | 5 705            |
| Weidenbach                    | Ansbach                      | Mittelfranken                        | 1495                  | 2 100            |
| Weidenberg                    | Bayreuth                     | Oberfranken                          | 1398                  | 6 687            |
| Weilbach                      | Miltenberg                   | Unterfranken                         |                       | 2 310            |
| Weiler-Simmerberg             | Lindau                       | Schwaben                             | 1968                  | 6 386            |
| Weiltingen                    | Ansbach                      | Mittelfranken                        |                       | 1 389            |
| Weisendorf                    | Erlangen-Höchstadt           | Mittelfranken                        |                       | 5 869            |
| Weitnau                       | Oberallgäu                   | Schwaben                             | 1700-talet            | 5 079            |
| Welden                        | Augsburg                     | Schwaben                             | 1402                  | 3 553            |
| Wellheim                      | Eichstätt                    | Oberbayern                           | 1360                  | 2 739            |
| Wendelstein                   | Roth                         | Mittelfranken                        |                       | 16 059           |
| Wernberg-Köblitz              | Schwandorf                   | Oberpfalz                            |                       | 5 791            |
| Werneck                       | Schweinfurt                  | Unterfranken                         |                       | 10 513           |
| Wertach                       | Oberallgäu                   | Schwaben                             | 1800-talet            | 2 330            |
| Wiesau                        | Tirschenreuth                | Oberpfalz                            | 1933                  | 4 762            |
| Wiesentheid                   | Kitzingen                    | Unterfranken                         | 1682                  | 4 696            |
| Wiesenttal                    | Forchheim                    | Oberfranken                          |                       | 2 616            |
| Wiggensbach                   | Oberallgäu                   | Schwaben                             | 1951                  | 4 487            |
| Wildflecken                   | Bad Kissingen                | Unterfranken                         | 1978                  | 3 569            |
| Wilhermsdorf                  | Fürth                        | Mittelfranken                        |                       | 4 862            |
| Willanzheim                   | Kitzingen                    | Unterfranken                         | 1978                  | 1 525            |
| Windorf                       | Passau                       | Niederbayern                         | 1439                  | 4 649            |
| Winklarn                      | Schwandorf                   | Oberpfalz                            | 1400-talet ?          | 1 454            |
| Winterhausen                  | Würzburg                     | Unterfranken                         |                       | 1 554            |
| Winzer                        | Deggendorf                   | Niederbayern                         | 1397                  | 3 718            |
| Wirsberg                      | Kulmbach                     | Oberfranken                          | före 1300             | 2 046            |
| Wittislingen                  | Dillingen an der Donau       | Schwaben                             | 1955                  | 2 503            |
| Wolnzach                      | Pfaffenhofen                 | Oberbayern                           | ~1270                 | 10 306           |
| Wonsees                       | Kulmbach                     | Oberfranken                          | 1323                  | 1 153            |
| Wurmannsquick                 | Rottal-Inn                   | Niederbayern                         | före 1459             | 3 673            |
| Zapfendorf                    | Bamberg                      | Oberfranken                          | 1955                  | 4 859            |
| Zeitlofs                      | Bad Kissingen                | Unterfranken                         |                       | 2 269            |
| Zeil am Main                  | Würzburg                     | Unterfranken                         |                       | 3 910            |
| Zell im Fichtelgebirge        | Hof                          | Oberfranken                          |                       | 2 294            |
| Zellingen                     | Main-Spessart                | Unterfranken                         | 1978                  | 6 514            |
| Ziemetshausen                 | Günzburg                     | Schwaben                             | ~1500                 | 3 004            |
| Zusmarshausen                 | Augsburg                     | Schwaben                             | före 1295             | 5 929            |